# Sutherland (Iowa)
Sutherland é uma cidade localizada no estado americano de Iowa, no Condado de O'Brien.

## História
Sutherland foi fundada em 1882.  O nome da cidade vem do Duque de Sutherland.

## Demografia
Segundo o censo americano de 2000, a sua população era de 707 habitantes.
Em 2006, foi estimada uma população de 660, um decréscimo de 47 (-6.6%).

### Censo de 2010
Em 2010, haviam na cidade 649 pessoas 293 moradias e 176 famílias na cidade. A densidade populacional é de 288.0/km2

### Etnias
A cidade é 98,8% branca, 0,2% afro-americana e 0,6% ameríndia.

## Geografia
De acordo com o United States Census Bureau tem uma área de
2,3 km², dos quais 2,3 km² cobertos por terra e 0,0 km² cobertos por água.

## Localidades na vizinhança
O diagrama seguinte representa as localidades num raio de 20 km ao redor de Sutherland.